# Ier Congrès olympique

Le Congrès olympique de 1894 est le premier congrès olympique. Il est organisé par l'Union des sociétés françaises de sports athlétiques à Paris dans le grand amphithéâtre de la Sorbonne, du 16 au 23 juin 1894, où un banquet de conclusion est célébré au palmarium du jardin d'acclimatation. Son objet initial est de fixer la frontière entre amateurisme et professionnalisme (les sportsmen du monde aristocratique s'opposant à la diffusion du professionnalisme dans le sport) puis lors de la séance de clôture, le 23 juin 1894, le rétablissement des Jeux olympiques.

## Préparation
Pierre de Coubertin, 31 ans, s'est totalement investi dans cette mission à la suite de son appel du 25 novembre 1892 dans ce même amphithéâtre de la Sorbonne : « cette œuvre grandiose et bienfaisante : le rétablissement des Jeux olympiques ». Cet appel avait certes soulevé l'enthousiasme de l'assistance, mais les premières retombées furent assez maigres : « Mes auditeurs plaçaient les Jeux olympiques au niveau des choses mortes ne revivant qu'à l'Opéra » et Coubertin alla prêcher la bonne parole aux États-Unis et en Angleterre, notamment, pour donner une impulsion internationale au mouvement. Britanniques et Américains étaient les deux cibles prioritaires de Coubertin. L'appui du sénateur et ancien ambassadeur Alphonse Chodron de Courcel est important dans cette tâche, en effet les différents pays d'Europe ont alors des relations de plus en plus hostiles. Coubertin lui donne d'ailleurs la présidence du congrès.

## Participation
Du 16 au 23 juin 1894, 2 000 personnes dont 79 ambassadeurs du monde du sport représentant notamment 49 clubs de 13 nations différentes assistent à ce congrès à la Sorbonne. Les 13 nations représentées par au moins un club sont : l'Angleterre, les États-Unis, la Russie, la Grèce, l'Australie, l'Italie, les Pays-Bas, la Bohême, l'Espagne, la Hongrie, la Suède, la Belgique et la France.

## Les travaux
Deux commissions se partagent les problèmes à régler lors de ce congrès. La première présidée par le grec Dimítrios Vikélas débat du rétablissement des Jeux et la seconde présidée par Michel Gondinet, du Racing Club de France, fixe la frontière entre amateurisme et professionnalisme. 

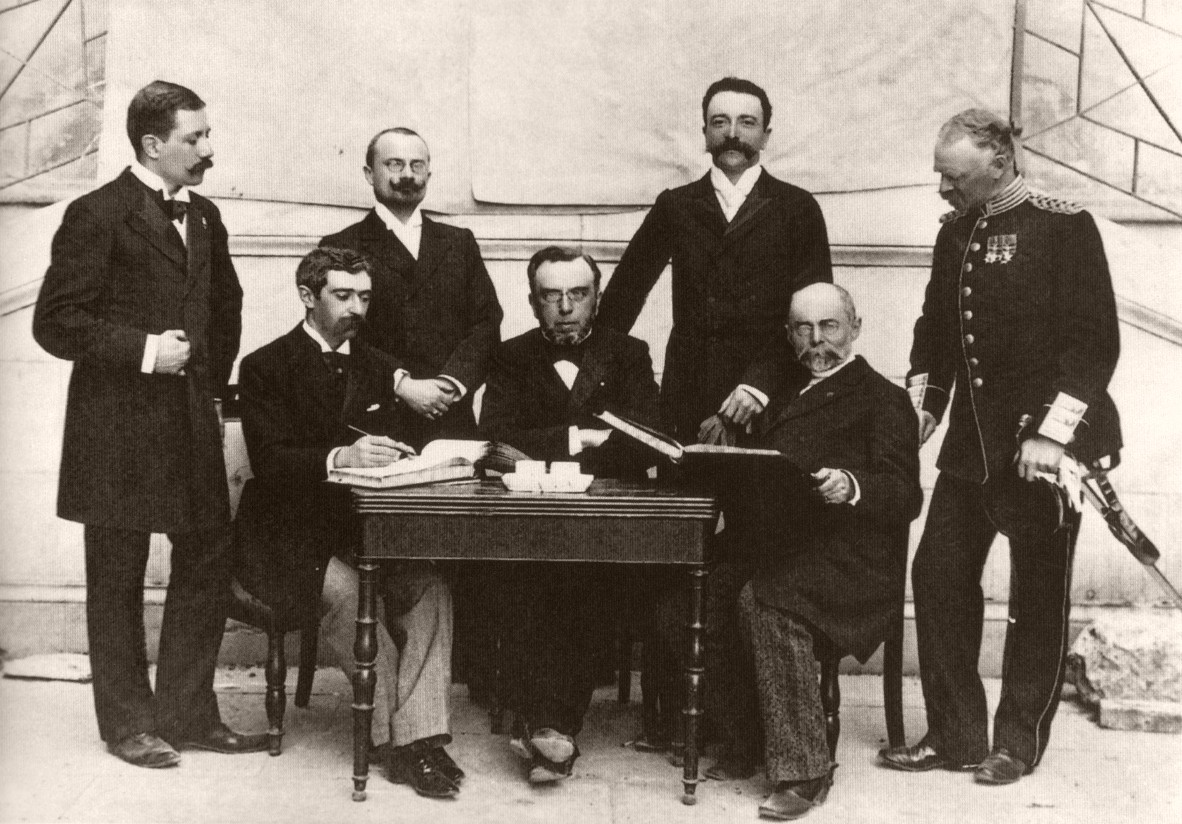
Une partie du premier Comité international olympique : debout : Gebhardt (Allemagne), Guth-Jarkovsky (Bohême), Kemeny (Hongrie), Balck (Suède) ; assis : Coubertin, Vikélas au centre, Boutowsky (Russie).

### Amateurisme
Dès le premier jour de débats, cette commission décide que tout prix en nature est interdit. Les amateurs seront seuls aptes à concourir, sauf pour les maîtres d'armes d'escrime qui disposeront d'une compétition à part.

### Rétablissement des Jeux
Le rétablissement des Jeux selon une périodicité quadriennale est également établi, Paris étant désigné pour accueillir l'édition de 1900, en même temps que l'Exposition universelle, alors que plusieurs villes sont candidates pour organiser des Jeux dès 1896. Les jours suivants, on fixe le programme des Jeux : vélocipédie, gymnastique, tir, sports et jeux athlétiques, aviron, yachting, natation, escrime, et sports hippiques ; et on interdit la pratique des paris ainsi que des concours scolaires. Lors du discours de clôture Pierre de Coubertin annonce qu'Athènes organisera les Jeux en 1896.

### Divers
Pierre de Coubertin annonce également la naissance du CIO, nommé Comité international des Jeux olympiques (CIJO) à l'origine. Ce Comité comprend 13 membres. La présidence est confiée au Grec Dimítrios Vikélas. La devise « Citius, Altius, Fortius » (« plus vite, plus haut, plus fort ») de l'abbé Henri Didon est adoptée comme devise olympique.